# Raúl Asencio del Rosario
Raúl Asencio del Rosario   (Telde, 13 de febrer de 2003) és un futbolista professional espanyol que juga com a central al Reial Madrid, club de la Lliga espanyola.

## Primers anys
Nascut a Las Palmas de les Illes Canàries, Asencio va començar la seva carrera juvenil a l'equip local Veteranos del Pilar, abans de fitxar per la UD Las Palmas. Als tretze anys, va ingressar a les categories inferiors del Reial Madrid, club de la primera divisió Esportiva.

## Carrera de club
Després d'una breu etapa al RSC Internacional FC, Asencio va tornar al Reial Madrid i va jugar amb el seu equip filial. Allà, va ser considerat un dels jugadors més importants de l'equip.
A la temporada 2024-25, com que el Reial Madrid tenia pocs defenses centrals després de les lesions de David Alaba i Éder Militão, Asencio va pujar al primer equip. El 9 de novembre de 2024 va debutar a la Lliga amb el Reial Madrid, entrant com a substitut en una victòria per 4-0 contra l'Osasuna. Dues setmanes més tard, el 24 de novembre de 2024, Asencio va debutar a la Lliga com a titular amb el Reial Madrid, en una victòria per 3-0 contra el Leganés.
El 14 de juny de 2025, malgrat el procés judicial contra ell per la presumpta participació en la difusió d'un vídeo de caràcter sexual amb una menor, va firmar la renovació amb el Reial Madrid fins al 2031, amb un notable augment de la seva clàusula de rescissió, que passava de 50 a 1000 milions d'euros, i amb un increment notable en la seva fitxa.

## Carrera internacional
El març de 2025, Asencio va rebre la seva primera convocatòria amb la selecció espanyola per als partits de quarts de final de la Lliga de Nacions de la UEFA 2024-25 contra els Països Baixos.

## Estil de joc
Asencio juga principalment com a central i ha estat descrit com a "decidit amb la pilota i amb una gran condició física".

## Controvèrsia
El setembre de 2023, Asencio i tres jugadors més del Real Madrid Castilla i del Real Madrid C –Ferran Ruiz, Juan Rodríguez i Andrés Garcia– van ser arrestats per les acusacions que dos dels jugadors havien filmat i distribuït un vídeo d'una trobada sexual que involucrava una dona adulta i una menor que no havia donat el seu consentiment per a la gravació. Asencio presumptament va accedir al vídeo i el va distribuir a una altra persona. El gener de 2025, el lloc web esportiu espanyol Relevo va informar que Asencio ja no estava sota investigació en el cas. No obstant això, el febrer de 2025, un tribunal de Gran Canària va rebutjar una apel·lació dels advocats d'Asencio per posar fi a la investigació, i Asencio continua acusat de pornografia infantil.
El maig de 2025, el jutjat d'instrucció de San Bartolomé de Tirajana va confirmar que avançarien les diligències penals contra Raúl Asencio i tres dels seus excompanys del filial del Reial Madrid (Ferran Ruiz, Juan Rodríguez i Andrés García), preparant el camí per a un judici. Estan acusats de gravar i posteriorment distribuir, el juny de 2023, vídeos de contingut sexual explícit d'una menor de 16 anys sense el seu consentiment. El presumpte incident va ocórrer en una discoteca de les Illes Canàries. Els càrrecs formals inclouen "divulgació de secrets sense consentiment i violació de la privadesa", "distribució i transmissió a tercers de vídeos sense previ avís ni consentiment de les parts perjudicades" i "ús de menors amb finalitats pornogràfiques i possessió de material de pornografia infantil".

## Palmarès
Reial Madrid
- Copa Intercontinental de la FIFA: 2024[18]